# Felice Gasperi
Felice Gasperi (né le 26 décembre 1903 à Bologne et mort en 1982 à Città Sant'Angelo) était un footballeur italien des années 1920 et 1930.

## Biographie
En tant que défenseur, Felice Gasperi fut international italien à six reprises (1928-1933) pour aucun but inscrit. 
Il fit partie des joueurs sélectionnés pour les JO de 1928, mais il ne joua aucun match. Néanmoins, il remporta la médaille de bronze.
Il fit toute sa carrière à Bologne FC 1909, club avec lequel il joua 382 matchs pour deux buts inscrits. Il remporta quatre scudetti et deux coupes Mitropa. Il est le septième joueur à avoir joué le plus de matchs avec Bologne.

## Clubs
- 1924-1938 : Bologne FC 1909

## Palmarès
- Championnat d'Italie de football

- - Champion en 1925, en 1929, en 1936 et en 1937
  - Vice-champion en 1932
- Coupe Mitropa
  - Vainqueur en 1932 et en 1934
- Jeux olympiques
  - Médaille de bronze en 1928